# Geoffroy II de Chaumont
Geoffroy II de Chaumont (mort vers 1126) fut seigneur de Chaumont (Haute-Marne). Fils de Hugues Ier de Chaumont, il lui succède vers 1100.

## Biographie
"Il fit une donation importante à la maison hospitalière de Longué. Il avait pour frères Rénier et Bérenger. Les noms de ses trois frères se retrouvent dans une charte par laquelle ils donnent au prieuré de saint Didier de Langres, en 1101, tout ce qu'il possédaient à Montsaon." 
"Geoffroy II était en grande considération parmi les nobles de Champagne. Il assista au concile de Troyes, en 1104, d’où les barons se rendirent tous à Molesme. Le seigneur de Chaumont fut tellement touché de la sainteté du monastère, qui avait alors saint Robert de Molesme pour abbé, qu’il s’y retira en 1126 pour y « mourir » : il faut entendre qu’il quitta la vie séculière et laissa le fief à son fils." 
En 1125, il devient connétable du comte de Champagne